# Umar al-Aqta

Campañas bizantinas y árabes del 837-838 y saqueo de Amorio.

Asia Menor en torno al 842.

Omar ibn Abdalá ibn Marwan (‘Umar [Omar] ibn ʿAbdallah ibn Marwan) o Amir ibn Ubaidalá ibn Marwan (ʿAmr ibn ʿUbaydallah ibn Marwan; (lit. «Omar, hijo de Abdalá/Ubaidalá, hijo de Marwan»), de sobrenombre al-aqta («el Manco»), y conocido como Amer o Ambros (en griego: Ἄμερ o Ἄμβρος) en fuentes bizantinas, fue el emir árabe semiindependiente de Melitene (Malatya) desde la década de 830 hasta su muerte en la batalla de Lalakaon del 3 de septiembre del 863. Durante este tiempo, fue uno de los mayores enemigos del Imperio bizantino en su frontera oriental, y se hizo una figura destacada en la posterior literatura épica árabe y turca, en particular en el Delhemma y en el Battalname.

## Biografía
al-Aqta pertenecía a la tribu Banu Sulaim, que estaba establecida en el al-Jazira (Mesopotamia superior) occidental en la época de las conquistas musulmanas y desempeñó un importante papel en los asuntos de Melitene y en los de la frontera jazirana (thughur) con el Imperio bizantino, así como en la caucásica con los jázaros. Su padre, Abdalá o Ubaidalá, es poco conocido, excepto porque fue también emir de Melitene y porque hacia el 810 entregó a los bizantinos la fortaleza de Kamaca para obtener a cambio la liberación de su hijo, que estaba cautivo. al-Aqta probablemente se hizo emir de Melitene en la década del 830, y aparece por primera vez en las crónicas en el 838, en la campaña de Amorio del califa al-Mutasim (833-842). La campaña se emprendió como represalia por la gran incursión bizantina del año anterior del emperador Teófilo (829-842) contra los emiratos de la frontera árabe, entre ellos el de Melitene, cuyo territorio fue arrasado y despoblado. Durante la campaña de Amorio, al-Aqta tomó parte con sus hombres en la gran victoria árabe sobre el propio Teófilo en la batalla de Anzen, en julio del 838.
En los años cuarenta, dio refugio a los miembros supervivientes de los paulicianos, que huían de la persecución bizantina, y los asentó en la región en torno a las fortalezas de Tefrique, Amara y Argau. El dirigente pauliciano Carbeas la transformó en un principado pauliciano separado, aliado a al-Aqta y emprendió frecuentes expediciones contra el Imperio bizantino, junto con el emir y por su cuenta. En el 844, las fuerzas de al-Aqta participaron en una gran incursión que infligió una grave derrota a un ejército mandado por el principal ministro bizantino, Teoctisto, en la batalla de Mauropótamos. A finales de la década, participó también en la guerra contra un señor armenio vecino llamado Esclero, a quién finalmente venció después de un conflicto prolongado y sangriento.
En la década de los cincuenta, hay relatos de al-Aqta que cuentan cómo derrotó a una expedición contra Samosata encabezada por el emperador bizantino Miguel III (842-867), y que realizó una serie de campañas victoriosas contra Bizancio. En una de estas atravesó los themas Tracesiano y Opsiciano y alcanzó la gran base del ejército bizantino en Malagina, en Bitinia. No consiguió, empero, impedir la expedición de represalia emprendida en el 856 por Petronas el Patricio contra Melitene y Tefrique; este alcanzó Amida y tomó numerosos cautivos antes de retirarse.

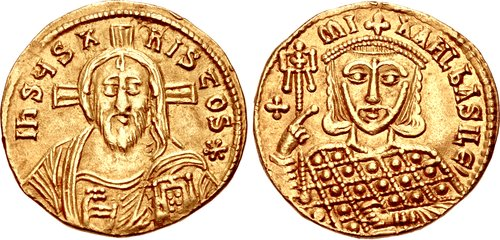
Sólido de Miguel III (842-867).

En el 860, junto con Carbeas, al-Aqta realizó una gran correría por Anatolia, que alcanzó el puerto de Sinope, en el mar Negro, de la que retornó con más de doce mil cabezas de ganado capturadas. Tres años más tarde, participó de una gran fuerza abasí que invadió Anatolia a través de las Puertas Cilicias. Después de separarse de la fuerza principal y repeler un ejército bizantino acaudillado por el emperador Miguel III en Mardj al-Usquf (el «Prado del Obispo») en Capadocia, al-Aqta y sus hombres se dirigieron al norte para saquear el puerto de Amisos. De vuelta fue cercado por los bizantinos y muerto en la batalla de Lalakaon el 3 de septiembre del 863. Solo parte de su ejército escapó, dirigida por su hijo, pero este también fue derrotado y capturado por el comandante del thema de Carsiano. A su muerte Melitene dejó de representar una amenaza para Bizancio, aunque el emirato perviviese hasta que el general bizantino Juan Curcuas en el 934 obligó al nieto de al-Aqta, Abu Hafiz ibn Amir, a entregarle la ciudad.

## Legado cultural
Como muchos otros protagonistas de las guerras árabo-bizantinas, al-Aqta figura en las leyendas árabes y bizantinas. En el romance épico árabe Cuento de Delhemma y al-Battal" (Sīrat Ḏāt al-Himma wa-l-Baṭṭāl), es un personaje importante, aunque su papel haya sido disminuido y aparezca frecuentemente casi como un malvado debido al sesgo del cuento en favor de los rivales de los Banu Sulaim, los Banu Kilab, de los que proviene la mayoría de los personajes heroicos de la historia. Las tradiciones sobre al-Aqta parecen también haber influido en el ciclo de historias en torno a Omar ibn Numan y sus hijos y que se incluyeron en Las mil y una noches, mientras que el propio al-Aqta aparece más tarde en la literatura épica turca centrada en la figura heroica de Battal Gazi (inspirado en el general omeya Abdallah al-Battal), que es también uno de los principales héroes del Delhemma y de la obre épica turca Battalname.
En la literatura bizantina, a al-Aqta se lo considera el probable prototipo del emir Ambro, el abuelo del héroe homónimo del poema épico Digenis Acritas, mientras que el estudioso G. Veloudis sugirió que sería el origen del héroe homónimo de la Canción de Armuris. El estudioso alemán Hans-Georg Beck ve como improbable esta identificación, pero apunta la referencia de un caudillo árabe «de brazo pequeño» en el mismo cuento, que puede reflejar la tradición popular basada en al-Aqta. Finalmente, el estudioso del siglo X al-Masudi relata en su obra Los Prados de Oro (VIII, 74-75) que al-Aqta estaba entre los «musulmanes ilustres» cuyos retratos se exhibían en las iglesias bizantinas en reconocimiento de su valor.